# Ordensoberer
Ein Ordensoberer (oder lateinisch Superior) ist der Vorsteher einer klösterlichen Gemeinschaft oder Ordenskommunität (Konvent) oder aber eines Verbandes von Klöstern (Kongregation oder Ordensprovinz). Bei Frauenorden nennt man sie Oberin. Die Vorsteher haben in den unterschiedlichen Orden und Ordensfamilien verschiedene Bezeichnungen. Als höhere Obere bezeichnet man u. a. Vorsteher einer Ordensprovinz (Provinzial oder Provinzoberer) oder einer ganzen Ordensgemeinschaft (Ordensgeneral oder Generaloberer).

## Kompetenzen, Rechte und Pflichten
Durch das Gelübde des Gehorsams sind Ordensleute verpflichtet, den Anweisungen ihrer rechtmäßigen Oberen in allem, was das Leben der Gemeinschaft betrifft, unter Beachtung des kirchlichen Rechts und des Eigenrechts ihres Ordensinstitutes zu folgen. Ihrerseits sind die Ordensoberen gehalten, ihr Amt als einen Dienst an der Gemeinschaft zu betrachten, deren Einheit sie zu schützen haben, und die Mitglieder durch ihr Beispiel und ihre Autorität zu einem beispielhaften Ordensleben zu ermutigen und anzuhalten.

„Die Oberen haben im Geist des Dienens ihre von Gott durch den Dienst der Kirche empfangene Vollmacht auszuüben. Dem Willen Gottes also in der Ausführung ihres Amtes ergeben, haben sie ihre Untergebenen wie Söhne Gottes zu leiten und mit Achtung vor der menschlichen Person deren freiwilligen Gehorsam zu fördern, gern auf sie zu hören und ihre Einigkeit zum Wohle des Instituts und der Kirche zu fördern, unbeschadet allerdings ihrer Autorität, zu entscheiden und vorzuschreiben, was zu tun ist.“

Die Oberen dürfen nicht die Beichte Untergebener hören, es sei denn, diese bitten von sich aus darum (630  CIC).

## Bestellungsverfahren und Beiräte
Ordensobere werden je nach ihrer Stellung und der rechtlichen Verfassung ihres Verbandes entweder von den höheren Oberen ernannt oder vom Ordenskapitel gewählt. Üblich sind auch gemischte Verfahren, die eine notwendige Bestätigung der Wahl durch einen vorgesetzten Oberen oder den Papst vorsehen oder eine durch Wahlen aufgestellte Kandidatenliste kennen, aus welcher der zu Ernennende ausgewählt wird. Höhere Obere und in größeren Niederlassungen auch Ortsobere werden in ihren Leitungsaufgaben durch einen aus mehreren gewählten oder ernannten Mitgliedern bestehenden Rat (meist Consilium, Definitorium, Ordensrat, Konvents-, Provinz- bzw. Generalrat genannt) unterstützt, dem in bestimmten Fällen gewisse Mitspracherechte zukommen.

## Männliche Laien als Obere
In manchen römisch-katholischen Ordensgemeinschaften oder Klöstern für Männer sind die Leitungsämter Ordenspriestern vorbehalten. Analoges gilt für die Priestermönche der orthodoxen Klöster. Dagegen können in Brüdergemeinschaften, denen keine oder nur wenige Priester angehören, auch Ordensbrüder als Vorgesetzte von Klerikern fungieren. Im Mai 2022 ermöglichte Papst Franziskus durch eine Änderung des can. 588 § 2 CIC, dass in Einzelfällen auch in klerikalen Ordensinstituten und in klerikalen Gesellschaften des Apostolischen Lebens päpstlichen Rechts Mitglieder, die keine Kleriker sind, zu Oberen bestellt werden können. Hausobere können vom Höheren Oberen selbst ernannt werden, für die Wahl von Laienbrüdern als Höhere Obere (z. B. Provinzial) oder oberste Leiter ist die Zustimmung des Dikasteriums für die Institute geweihten Lebens und für die Gesellschaften apostolischen Lebens notwendig.

## Amtsbezeichnungen
Die Bezeichnung der Oberen weicht in den verschiedenen Ordensgemeinschaften zum Teil voneinander ab. Den Titel Abt führen die Vorsteher selbständiger monastischer Klöster im Rang einer Abtei. Auch manche Oberen selbständiger Niederlassungen bestimmter Chorherrenorden wie der Prämonstratenser und Augustiner-Chorherren bezeichnen sich als Äbte; generell überwiegt in Kanonikerorden aber die auch in Kollegiatstiften übliche Bezeichnung Propst. Bei vielen älteren Orden ist die Bezeichnung Prior oder Priorin für den Hausoberen üblich. Die Oberen vieler franziskanischer Orden bezeichnen sich als Minister („Diener“), Kustos (lateinisch custos ‚Hüter‘) oder Guardian („Wächter“). Diese Bezeichnungen gehen auf den Ordensgründer Franz von Assisi zurück und werden schon in der mittelalterlichen Ordensregel der Franziskaner genannt. In anderen Orden ist die Amtsbezeichnung Magister oder Magistra („Lehrer/-in“ oder „Meister/-in“) verbreitet. Bei den geistlichen Ritterorden ist für die Ordensoberen traditionell die Bezeichnung Meister geläufig.
Auch für das höchste Leitungsamt eines Verbandes (Generalsuperior/-in; zu Deutsch etwa: „allgemeine[r] Vorsteher[in]“) gibt es abhängig von der Tradition der Gemeinschaften unterschiedliche Bezeichnungen (z. B. Generalabt, Generalminister, Generalmagister). Bei vielen Orden und Kongregationen sind aber auch unspezifische Benennungen wie General/-in oder Generaloberer/-oberin üblich. Als Abtprimas bezeichnet man den mit weniger weit reichenden Vollmachten ausgestatteten obersten Repräsentanten von nicht zentralistisch verfassten Orden, die aus selbstständigen Klosterverbänden (Kongregationen) zusammengesetzt sind. Die obersten Leiter geistlicher Ritterorden werden Groß- oder Hochmeister genannt.
In den orthodoxen Kirchen bezeichnet man die mit Ordensoberen vergleichbaren Klostervorsteher je nach ihrer Stellung meist auf Griechisch als Hegumen bzw. Archimandrit.